# Rue Pierre-Charron
La rue Pierre-Charron est une voie du 8e arrondissement de Paris.

## Situation et accès
Elle commence au 32, avenue George-V et se termine au 55, avenue des Champs-Élysées.
Le quartier est desservi par la ligne 1 à la station George V.

## Origine du nom

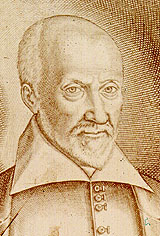
Pierre Charron.

Elle porte le nom de Pierre Charron (1541-1603), théologien, philosophe, narrateur et moraliste du XVIe siècle.

## Historique
La rue Pierre-Charron suit à peu près le tracé de l'ancienne allée Marbeuf (voir « Rue Marbeuf »). En 1849, elle fut annexée à la rue de l'Union (actuelle rue La Boétie). 
Comme elle, prit le nom de « rue de Morny » de 1865 à 1879. Elle reçut par un décret du 25 janvier 1879 sa dénomination actuelle.
La portion comprise entre la place d'Iéna et l'avenue George-V a reçu la dénomination d'« avenue Pierre-Ier-de-Serbie » sans que la numérotation soit modifiée. C'est la raison pour laquelle la numérotation de la rue Pierre-Charron commence au no 45 du côté des numéros impairs et au no 44 du côté des numéros pairs.

## Bâtiments remarquables et lieux de mémoire
- No 46 : ambassade d'Estonie en France de 1998 à 2005[3].
- No 49 : hôtel de M. de Lapisse (en 1910)[4]. Quartier général du général américain John Pershing pendant la Première Guerre mondiale, puis cercle des vétérans de l'American Legion. Hôtel Pershing Hall, décoré par Andrée Putman. Aujourd'hui magasin de type concept store Kith.
- No 54 : hôtel Château Frontenac.
S'y trouvait dans les années 1930 le cabaret Le Gerny's, propriété de Louis Leplée. Édith Piaf y fait ses débuts[5].
- No 59 : consulat de l'ambassade du Kazakhstan en France.
- No 61 : hôtel du comte de Saint-Léon (en 1910)[4].
ICART - École du management culturel et du marché de l'art.
- No 62 : remarquable hôtel pierre et briques de style néo-Louis XIII. Légation du Paraguay dans les années 1900-1910[4],[6].
- No 67 (angle de l'avenue des Champs-Élysées) : hôtel du comte Robert de La Sizeranne (1866-1932), homme de lettres (en 1910)[7]. Anciennement boutique du couturier Mariano Fortuny y Madrazo (ouverte en 1922).
- No 69 : en 1919, après la Première Guerre mondiale, le bureau des passeports du consulat des États-Unis en France s'y installa[8].

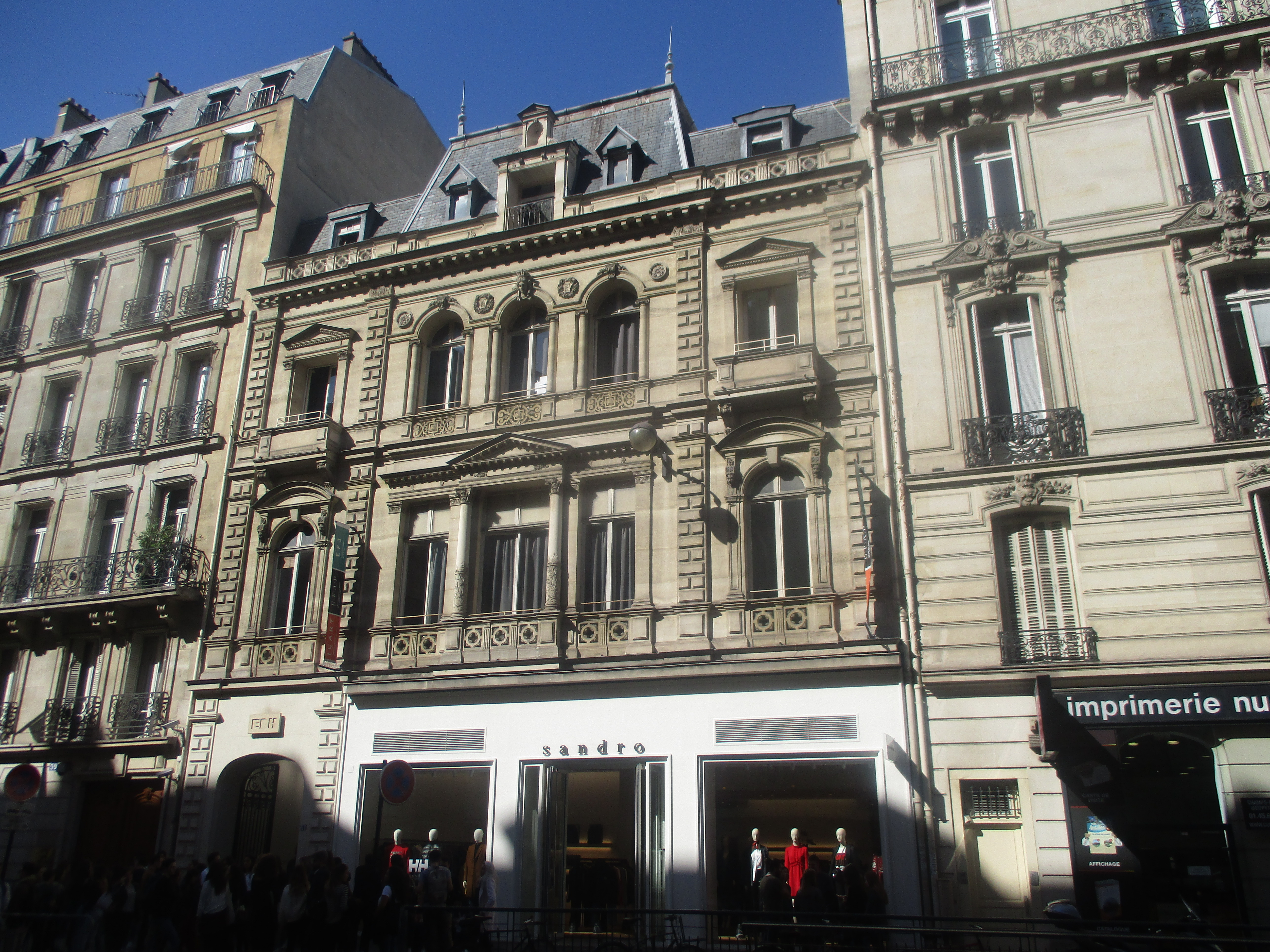
No 61, ancien hôtel particulier du comte de Saint-Léon.
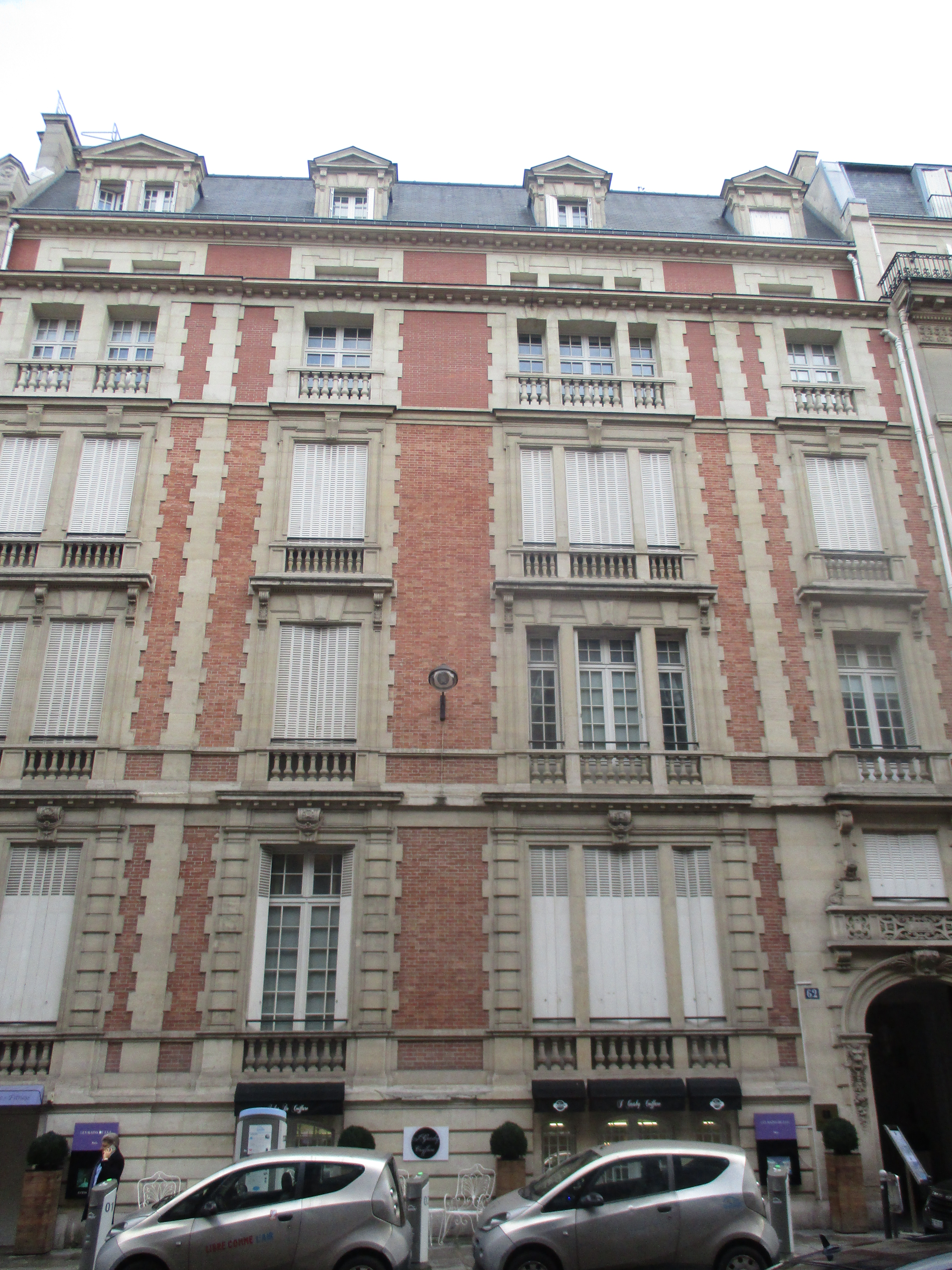
No 62.
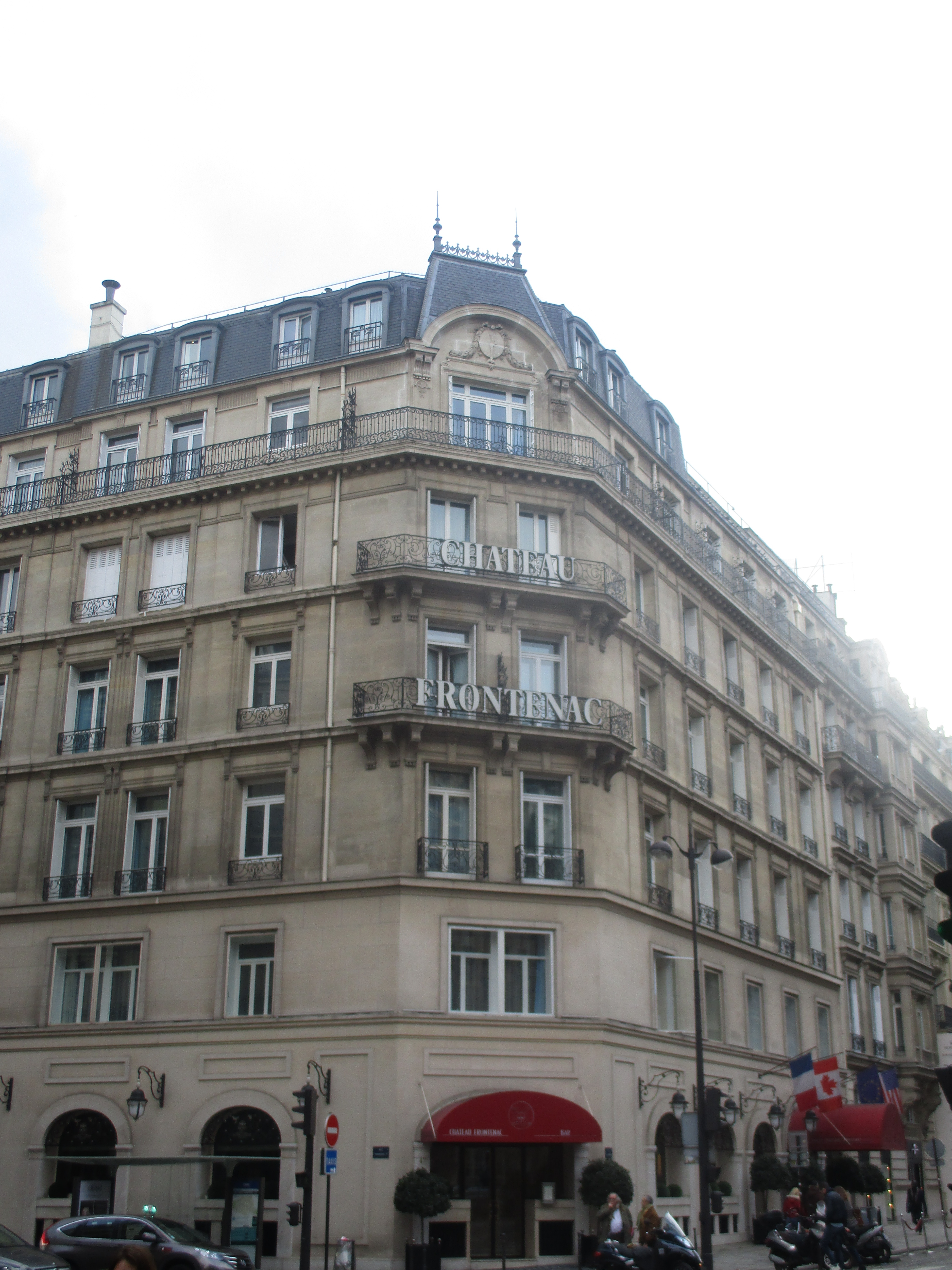
Hôtel Château Frontenac.

### Bâtiments détruits
- No 45 (angle de l'avenue George-V) : hôtel du marquis du Bourg de Bozas (en 1910)[4]. « Le salon de la marquise du Bourg de Bozas, née Sipière, fut naguère un des plus élégants de Paris et servit de cadre à de belles fêtes, comme ses résidences de Cannes, de Biarritz et de Deauville. À l'automne, Mme du Bourg de Bozas se rendait pour les chasses en son château de Prye, et elle fit ensuite construire en Berri l'imposant château de Saint-Hubert, où je me souviens d'avoir joué la comédie, et qui appartient maintenant à l'archevêché de Bourges[9]. »

### Habitants célèbres
- Maurice Bonvoisin (1849-1912), dessinateur, dit Mars (no 53), en 1910[4].
- Léon Bourgeois (1851-1925), homme politique, président du Conseil en 1895, lauréat du prix Nobel de la paix en 1920 (no 50)[10].
- Adrien Duchesne de Gillevoisin (12 novembre 1825, Paris – 14 juin 1901, Paris), 3e duc de Conegliano (no 64), en 1889.
- Ernest Boiceau, décorateur qui ouvrit son cabinet en 1928 au no 70.

## Dans la culture populaire
- La rue est citée par Renaud dans la chanson Les Charognards, issue de l'album Laisse béton en 1977, écrite après le braquage avec prise d'otages d'une banque du Crédit lyonnais située avenue Bosquet le 5 décembre 1975. En repartant avec leur butin, les braqueurs ont un accident de voiture à l'angle de la rue François-Ier et de la rue Pierre-Charron. Arrivés sur place, les policiers tuent l'un d'eux par balles, blessent grièvement l'autre, tandis qu'un troisième parvient à s'échapper, sous les regards des badauds présents à ce moment dans la rue. Certains de ces derniers, selon Renaud qui a également assisté à la scène, en profitent pour déclarer leur « admiration pour ces braves policiers » et leur « haine de l'Arabe » (l'ethnie des braqueurs), ce qui inspira Renaud pour écrire Les Charognards[11],[12].